# 4983 Schroeteria
4983 Schroeteria este un asteroid din centura principală, descoperit pe 11 septembrie 1977 de Nikolai Cernîh.